# Нижний Бикмет
Нижний Бикмет — деревня в Сармановском районе Татарстана. Входит в состав Кавзияковского сельского поселения.

## География
Находится в восточной части Татарстана на расстоянии приблизительно 9 км на северо-восток по прямой от районного центра села Сарманово.

## История
Основана в 1740-х годах. До 1860-х годов население учитывалась как башкиры.

## Население
Постоянных жителей было: в 1913—252, в 1920—254, в 1926—152, в 1938—115, в 1949—101, в 1958 — 75, в 1970—241, в 1979—175, в 1989 — 99, 74 в 2002 году (татары 99 %), 61 в 2010.